# ناتالیا یاکوشنکو
ناتالیا یاکوشنکو (اوکراینی: Наталія Якушенко؛ زادهٔ ۲ مارس ۱۹۷۲) لژسوار اهل اوکراین است.

## حرفه
وی همچنین یکی از لژسواران در بازی‌های المپیک زمستانی ۱۹۹۲، ۱۹۹۴، ۱۹۹۸، ۲۰۰۶ و ۲۰۱۰ بوده‌است.